# Квазулузавр
Квазулузавр (Kwazulusaurus) — рід травоїдних терапсидів родини лістрозаврових (Lystrosauridae), що існував наприкінці пермського періоду. Викопні рештки знайшли у 2002 році у зоні скупчення Daptocephalus групи Бофорт у Південно-Африканській Республіці. Голотип зберігається у колекції Вітватерсрандського університету.

## Етимологія
Родова назва Kwazulusaurus дана на честь провінції Квазулу-Наталь, де знайдено рештки тварини. Назва типового виду K. shakai вшановує вождя зулусів короля Шака (1787—1828).

## Опис
Kwazulusaurus є перехідною формою між ранніми дицинодонтами та прогресивнішими Lystrosaurus. Він мав широкий дах черепа ранніх дицинодонтів і вкорочену морду, як у лістрозавра. Він мав бочкоподібне тіло, підтримуване короткими, але міцними кінцівками, і не досягав метра в довжину. Ще одна особливість, яка об'єднувала його з лістрозавром це була форма екптопигоподібної кістки.